# Ксар-Хаддада
Ксар-Хаддада (араб. قصر حدادة‎) — деревня в вилайете Татавин в Тунисе.

## Численность населения
| 2004 | 2014 |
| ---- | ---- |
| 1298 | 1142 |

## География
Деревня окружена горным хребтом, расположена на долине Гаттар глубиной 25 — 50 метров. Пустыня Сахара находится всего в 50 километрах.

### Климат
Климат полузасушливый. Дожди редки, но обильны. Температура может достигать 48 °C летом и опускаться до 0 °C зимой.

## Инфраструктура
В деревне есть:
- Мечеть
- Кафе
- Почтовое отделение
- Библиотека
- Футбольный стадион
- Около дюжины магазинов

## Образование
В деревне есть детский сад и начальная школа. Но существуют связи, которые связывают деревню с двумя средними и двумя старшими школами из города Гомрасен.

## Политика

### Правительство
Ксар-Хаддада управляется мэром и сельским советом, но поскольку почти все органы местного самоуправления находятся в городе Гомрасен, все проекты, касающиеся деревни обсуждаются с мэром и городским советом города Гомрасена, а иногда и с губернатором вилайета Татавин.
| Мэр                                 | Время правления | Время правления | Политическая партия                    |
| Мэр                                 | C               | До              | Политическая партия                    |
| ----------------------------------- | --------------- | --------------- | -------------------------------------- |
| Мохаммед Яхияуои                    | 1991            | 2011            | Демократический Конституционный Митинг |
| Не было мэра, только сельский совет |                 |                 |                                        |
| Тарек Яхияуои                       | 2014            | 2016            | Без партии                             |
| Абдельмонем Яхияуои                 | 2016            | Нынешнее время  |                                        |

## Экономика
Местная экономика зависит главным образом от выращивания оливок, а также от разведения коз и овец. Большинство жителей больше не живут там и возвращаются только во время каникул; эта эмиграция вызвана отсутствием работы. Ксар-Хаддада по-прежнему прочно привязан к соседнему городу Гомрасен, поскольку он является резиденцией муниципалитета.

### Туризм

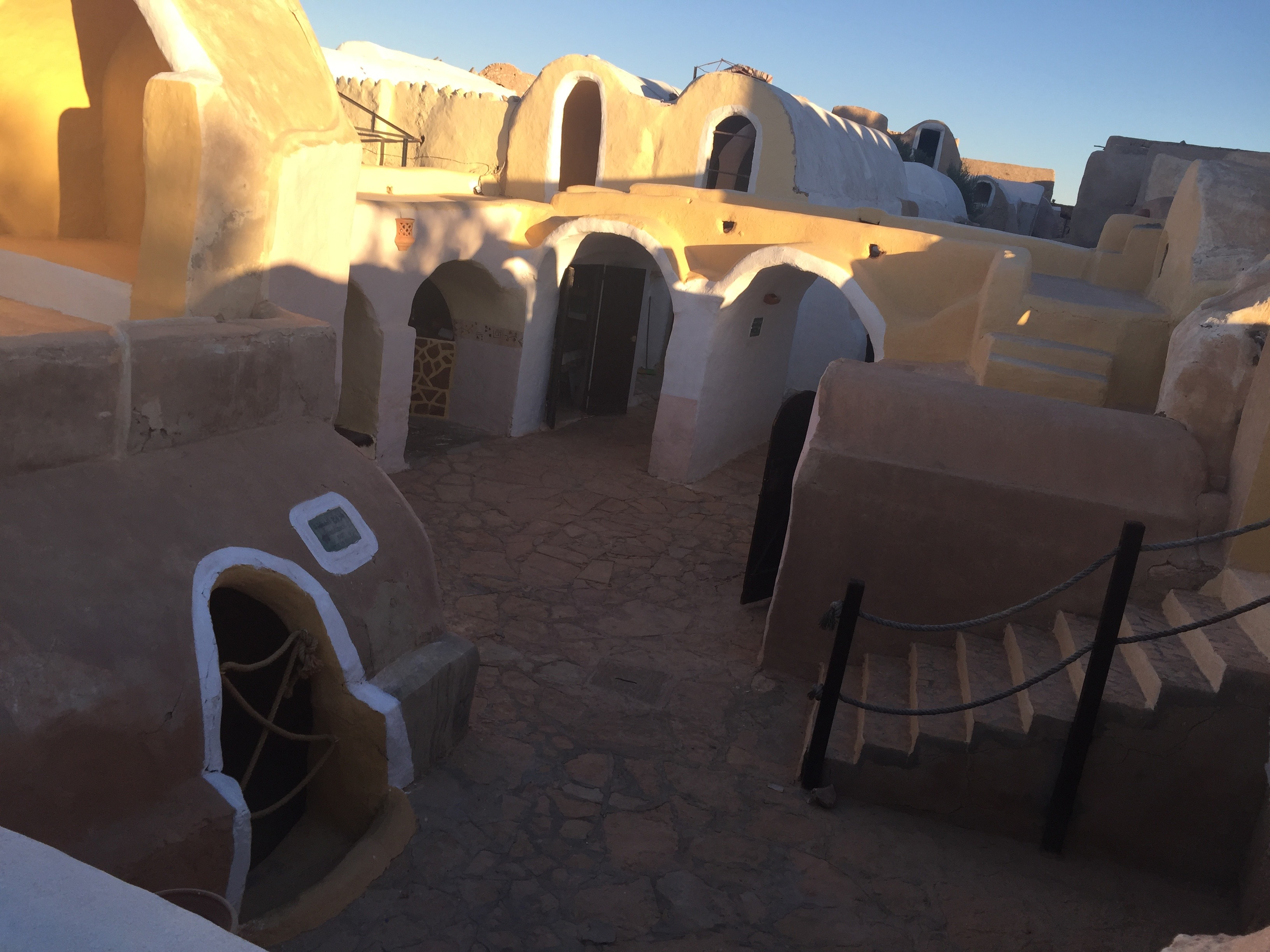
Гостиница-ксар

Часть ксара была превращена в гостиницу, где могут остановиться туристы. Этот район был использован режиссёром Джорджем Лукасом в фильме «Звёздные войны. Эпизод I: Скрытая угроза», герой, а именно Энакин Скайуокер (позже — Дарт Вейдер) которого жил именно в ксаре. Именно этим вызвана туристическая популярность этого места. Те туристы, которые не планируют останавливаться в гостинице, платят за осмотр ксара 2 TND.

## Знаменитости
- Амира Яхияуои — активистка, основательница неправительственной организации Al Bawsala.
- Мухтар Яхияуои — судья и правозащитник до революции в Тунисе.
- Зухар Яхияуои — кибер-диссидент, активно выступавший за свободу выражения мнений при режиме Зина эль-Абидина бен Али, умер после пыток (двоюродный брат Амиры Яхияуои)